# Всеукраїнське товариство Едварда Гріга
«Всеукраї́нське товари́ство Е́дварда Грі́га» — музичне товариство у місті Житомирі (Україна), засноване 4 травня 2016 року. Входить як національний осередок до складу Міжнародного товариства Едварда Гріга. Метою національної громадської організації є популяризація творчості Едварда Гріга і розвиток музичної культури в Україні загалом, а також розвиток культурного діалогу між Україною та Норвегією.

## Діяльність
Товариство було засноване за ініціативою Любові Валеріївни Синяк на базі Житомирського музичного училища імені В. С. Косенка. На відкритті організації, яке відбулось 4 травня 2016 року в приміщенні Житомирської обласної філармонії, були присутні норвезький посол Йон Елведал Фредріксен, віце-президент Міжнародного товариства Едварда Гріга Беріл Фостер та президент Німецького товариства Едварда Гріга Гельмут Лоос. Відкриття української філії Міжнародного грігівського товариства відзначили концертом, на якому колективами Житомирського музичного училища були виконані опера Едварда Гріга «Олаф Трюггвасон», частина його фортепіанного концерту і увертюра до опери українського композитора Миколи Лисенка «Тарас Бульба».
Заснована спільнота вважає своєю головною метою популяризацію української та норвезької музики. Також товариство приділяє увагу культурам інших країн, що входять до міжнародного мережі: Великої Британії, Нідерландів, США, Німеччини, Італії, Японії. Крім того, засновниця товариства Любов Синяк зазначає і про локальні цілі, які вона ставить перед діяльністю товариства — змінювати місцеве середовище, надихати жителів провінційного міста до змін та особистої залученості до життя громади.
Зусиллями організації проводяться конкурси, семінари, майстер-класи та конференції, раз на два роки на базі Житомирського фахового коледжу спільнота організовує Міжнародний культурно-мистецький фестиваль «GRIEG FEST», мета якого — діалог культур між країнами-учасницями.
27—28 квітня 2018 року в Житомирі відбувся другий культурно-мистецький фестиваль «Grieg Fest». З цього року в рамках фестивалю активним музикантам, що популяризують українську та норвезьку культуру присуджують премію імені Едварда Гріга. Члени товариства беруть участь у благодійних громадських заходах міста.
У 2018 році студенти Житомирського музичного училища спільно з Всеукраїнським товариством Едварда Гріга та за підтримки громадської організації «Відчуй» виконали різдвяну пісню «Свята ніч» жестовою мовою, щоби привернути увагу суспільства до людей з вадами слуху.
У 2021 році Всеукраїнському товариству Едварда Гріга житомирською міською радою було призначено грант на проведення міжнародного музичного фестивалю «GRIG FEST 2020», за іншими джерелами, товариство не було премійоване.
За ініціативи товариства з 17 по 23 травня цього ж року відбувся Перший міжнародний дистанційний конкурс імені композитора Едварда Гріга «Норвегія — Україна: діалог культур. Виклики сьогодення».

## Членство
Згідно зі статутом, членами товариства можуть бути громадяни України та інших країн віком від 14 років, які беруть активну участь у роботі товариства та працюють над здійсненням мети організації.